# Parc Nacional de Boodjamulla
El Parc nacional Boodjamulla, anteriorment conegut com a Lawn Hill National Park, és un parc nacional situat a Queensland, (Austràlia), i està a 1.837 km al nord-oest de Brisbane.
Dins del parc es troben els camps de fòssils de Riversleigh, lloc que forma part del Patrimoni de la Humanitat de la UNESCO del 1994. Al parc es troben diversos rierols, gorges i serralades calcàries. La gorja de Lawn Hill Gorge, soscavat pel rierol Lawn Hill és un ric oasi de vegetació tropical i consdierada una àrea important per a la conservació de les aus. A la gorja hi ha cocodrils d'aigua dolça. El procés d'erosió sobre les muntanyes calcàries i de llim ha produït gran quantitat d'interessants accidents geogràfics com grutes i formacions rocoses.
La regió ha estat habitada pel poble aborigen waanyi durant, almenys, 17.000 anys i l'anomenen Boodjamulla, que vol dir "país de la serp arc iris". La gorja de Lawn Hill és un lloc sagrat per als waanyi, els qui actualment participen en el control del parc.
En temps recents, la regió ha estat la principal zona productora de bestiar de Queensland.
La zona arqueològica de Riversleigh, dins del parc, està classificat com a Patrimoni de la Humanitat i conté gran quantitat de restes fòssils, ossos d'animals de prop de 25 milions d'anys que es van preservar en diverses capes sedimentàries.
El desembre de 2006 les autoritats van tancar l'accés al parc a causa dels incendis forestals que van consumir més de 60.000 ha dins i als voltants del parc.